# Ataenidia
Ataenidia là một chi thực vật có hoa trong họ Marantaceae.